# Молибдат висмута
Молибдат висмута — неорганическое соединение, 
соль висмута и молибденовой кислоты с формулой Bi2(MoO4)3,
бесцветные кристаллы,
не растворимые в воде.

## Получение
- Обменная реакция:

{\displaystyle {\mathsf {2Bi(NO_{3})_{3}+3H_{2}MoO_{4}\ {\xrightarrow {}}\ Bi_{2}(MoO_{4})_{3}\downarrow +6HNO_{3}}}}

## Физические свойства
Молибдат висмута образует кристаллы
моноклинной сингония,
пространственная группа P 21/c,
параметры ячейки a = 0,7685 нм, b = 1,1491 нм, c = 1,1929 нм, β = 115,40°, Z = 4.
Не растворяется в воде, растворяется в кислотах.